# Echinophora scabra
Echinophora scabra là một loài thực vật có hoa trong họ Hoa tán. Loài này được Gilli mô tả khoa học đầu tiên năm 1959.